# Anthony Gobert
Anthony Gobert (Nueva Gales del Sur, 5 de marzo de 1975-Gold Coast, 17 de enero de 2024) fue un piloto de motos australiano apodado "Go Show". Problemas con la adicción al alcohol y otras drogas ocasionaron su retirada deportiva primero, y su muerte años después.

## Trayectoria
Durante su adolescencia, Anthony Gobert corrió con éxito en motocross, ganando varias clases nacionales en Australia, antes de pasarse a las carreras de resistencia y ganar el Campeonato Nacional Australiano de Superbikes.
Se dio a conocer por primera vez en 1994 como piloto invitado en el circuito de Phillip Island, donde consiguió la pole position, una victoria y un tercer puesto. Piloto a tiempo completo en el campeonato de Muzzy Kawasaki en 1995, se convirtió en líder de su equipo tras la inesperada marcha del piloto estadounidense Scott Russell y finalizó cuarto en la general, ganando carreras en Laguna Seca y Phillip Island. Terminó octavo en el campeonato de 1996, con tres victorias y tres podios más, después de perderse gran parte de la temporada por lesión. En 1997, compitió en el campeonato mundial de 500cc con Lucky Strike Suzuki, sustituyendo a Scott Russell, pero fue descartado a mitad de temporada tras dar positivo en un control antidopaje.
Durante las temporadas 1998 y 1999, compitió en el campeonato AMA Superbike con una Vance & Hines Ducati, con cierto éxito, incluida una victoria como piloto invitado en WSBK en Laguna Seca3. La victoria en la segunda carrera estuvo a su alcance, hasta que una caída acabó con su esfuerzo en la última curva. Esta segunda carrera la ganó su compañero de equipo, Ben Bostrom. En 2000 regresó al WSBK con una Bimota SB8R. Con el número 501, ganó inesperadamente una carrera bajo la lluvia en Philip Island, antes de que su equipo se retirara de la competición por falta de fondos.
En 2001 regresó al campeonato AMA con Yamaha y pasaría dos años compitiendo con la YZF R7 en la categoría de Superbikes y la YZF R6 en la categoría de Supersport. Después de algún tiempo en el campeonato australiano de Superbikes, participará en dos carreras del Campeonato del Mundo de Supersport a principios de 2006, sustituyendo al lesionado español David Checa.
En 2006 participó en el campeonato del mundo de Superbikes en Valencia, lo que le convirtió en el primer piloto en recibir invitaciones comodín para competir en tres continentes. En 2007, volvió a competir en la Superbike australiana con una Kawasaki. 

## Resultados en el Campeonato del Mundo
(Carreras en negrita indica pole position, carreras en cursiva indica vuelta rápida)
| Año  | Equipo   | 1       | 1       | 2     | 2      | 3       | 3       | 4       | 4      | 5       | 5       | 6       | 6       | 7     | 7     | 8       | 8       | 9       | 9       | 10    | 10    | 11    | 11    | 12      | 12    | 13      | 13      | Pos. | Pts |
| Año  | Equipo   | R1      | R2      | R1    | R2     | R1      | R2      | R1      | R2     | R1      | R2      | R1      | R2      | R1    | R2    | R1      | R2      | R1      | R2      | R1    | R2    | R1    | R2    | R1      | R2    | R1      | R2      | Pos. | Pts |
| ---- | -------- | ------- | ------- | ----- | ------ | ------- | ------- | ------- | ------ | ------- | ------- | ------- | ------- | ----- | ----- | ------- | ------- | ------- | ------- | ----- | ----- | ----- | ----- | ------- | ----- | ------- | ------- | ---- | --- |
| 1994 | Honda    | GBR     | GBR     | GER   | GER    | ITA     | ITA     | SPA     | SPA    | AUT     | AUT     | INA     | INA     | JPN 8 | JPN 6 | NED     | NED     | SMR     | SMR     | EUR   | EUR   |       |       |         |       |         |         | 17°  | 53  |
| 1994 | Kawasaki |         |         |       |        |         |         |         |        |         |         |         |         |       |       |         |         |         |         |       |       | AUS 3 | AUS 1 |         |       |         |         | 17°  | 53  |
| 1995 | Kawasaki | GER 16  | GER Ret | SMR 6 | SMR 16 | GBR 10  | GBR Ret | ITA Ret | ITA 12 | SPA 7   | SPA DNS | AUT 2   | AUT 3   | USA 1 | USA 2 | EUR 3   | EUR 5   | JPN 5   | JPN 9   | NED 9 | NED 7 | INA 4 | INA 4 | AUS Ret | AUS 1 |         |         | 4°   | 222 |
| 1996 | Kawasaki | SMR 5   | SMR DSQ | GBR 3 | GBR 3  | GER 6   | GER Ret | ITA Ret | ITA 10 | CZE Ret | CZE 19  | USA Ret | USA 1   | EUR 2 | EUR 4 | INA DNS | INA DNS | JPN     | JPN     | NED   | NED   | SPA   | SPA   | AUS 1   | AUS 1 |         |         | 8°   | 167 |
| 1999 | Ducati   | RSA     | RSA     | AUS   | AUS    | GBR     | GBR     | SPA     | SPA    | ITA     | ITA     | GER     | GER     | SMR   | SMR   | USA 1   | USA Ret | EUR     | EUR     | AUT   | AUT   | NED   | NED   | GER     | GER   | JPN     | JPN     | 24°  | 25  |
| 2000 | Bimota   | RSA Ret | RSA 11  | AUS 1 | AUS 9  | JPN Ret | JPN Ret | GBR     | GBR    | ITA 22  | ITA Ret | GER Ret | GER Ret | SMR   | SMR   | SPA     | SPA     | USA     | USA     | EUR   | EUR   | NED   | NED   | GER     | GER   |         |         | 25°  | 37  |
| 2000 | Yamaha   |         |         |       |        |         |         |         |        |         |         |         |         |       |       |         |         |         |         |       |       |       |       |         |       | GBR Ret | GBR Ret | 25°  | 37  |
| 2002 | Yamaha   | SPA     | SPA     | AUS   | AUS    | RSA     | RSA     | JPN     | JPN    | ITA     | ITA     | GBR     | GBR     | GER   | GER   | SMR     | SMR     | USA DNS | USA DNS | GBR   | GBR   | GER   | GER   | NED     | NED   | ITA     | ITA     | NC   | 0   |
| 2006 | Suzuki   | QAT     | QAT     | AUS   | AUS    | SPA DNS | SPA DNS | ITA     | ITA    | EUR     | EUR     | SMR     | SMR     | CZE   | CZE   | GBR     | GBR     | NED     | NED     | GER   | GER   | ITA   | ITA   | FRA     | FRA   |         |         | NC   | 0   |

### Supersport World Championship

#### Carreras por año
(Carreras en negrita indica pole position, carreras en cursiva indica vuelta rápida)
| Year | Bike   | 1      | 2       | 3   | 4   | 5   | 6   | 7   | 8   | 9   | 10  | 11  | 12  | Pos. | Pts |
| ---- | ------ | ------ | ------- | --- | --- | --- | --- | --- | --- | --- | --- | --- | --- | ---- | --- |
| 2006 | Yamaha | QAT 12 | AUS Ret | SPA | ITA | EUR | SMR | CZE | GBR | NED | GER | ITA | FRA | 35°  | 4   |

## Vida personal
Según un informe de The Courier-Mail, Gobert, de 33 años, fue acusado de dos cargos de robo después de tomar dos billetes de 20 dólares de la mano de un hombre de 70 años en un supermercado Coles en Surfers Paradise. el 13 de mayo de 2008 y robar el bolso de una mujer al día siguiente. Se le concedió la libertad bajo fianza con la condición de que entregara su pasaporte, se presentara ante la policía cinco veces por semana y no entrara en el centro de Surfers Paradise.
En junio de 2019, se informó que Gobert estuvo involucrado en un altercado en un restaurante. Después lo siguieron hasta su casa varios individuos con los que había peleado anteriormente. Entraron a la fuerza en la casa de Gobert, le robaron y lo golpearon con bates de béisbol. Fue golpeado hasta quedar irreconocible. El personal del hospital sólo pudo identificarlo cuando recuperó el conocimiento.
En enero de 2024, las agencias de noticias informaron que Gobert había estado recibiendo cuidados al final de su vida en Gold Coast, Queensland, por una enfermedad no revelada.
Gobert murió tras una breve enfermedad el 17 de enero de 2024, a la edad de 48 años.